# Aleksandr Sergeevič Puškin
(Aleksandr Blok, citato in Jurij M. Lotman, Puškin. Vita di Aleksandr Sergeevič Puškin, Ledizioni, Milano, 2012, p. 226.)
Aleksandr Sergeevič Puškin (in russo: Алекса́ндр Серге́евич Пу́шкин, AFI: [ɐlʲɪˈksandr sʲɪˈrɡʲejɪvʲɪtɕ ˈpuʂkʲɪn], ; Mosca, 6 giugno 1799 – San Pietroburgo, 10 febbraio 1837) è stato un poeta, saggista, scrittore e drammaturgo russo.

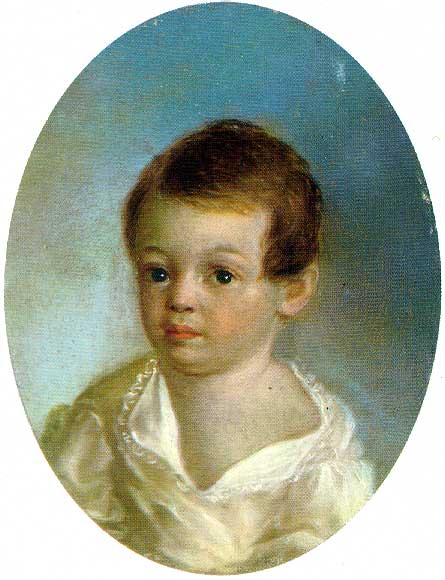
Puškin a circa 4 anni

In filologia egli è considerato il fondatore della lingua letteraria russa contemporanea e le sue opere, tra le migliori manifestazioni del romanticismo russo, hanno ispirato numerosi scrittori, compositori e artisti; dette opere costituiscono tuttora tra le più importanti espressioni della letteratura russa, in quanto nonostante i quasi due secoli passati dalla loro creazione, ci presentano una lingua tuttora viva e attuale. L'Istituto Puškin, che si prefigge la diffusione della lingua russa nel mondo, prende il nome dal letterato.

## Biografia

### Le origini

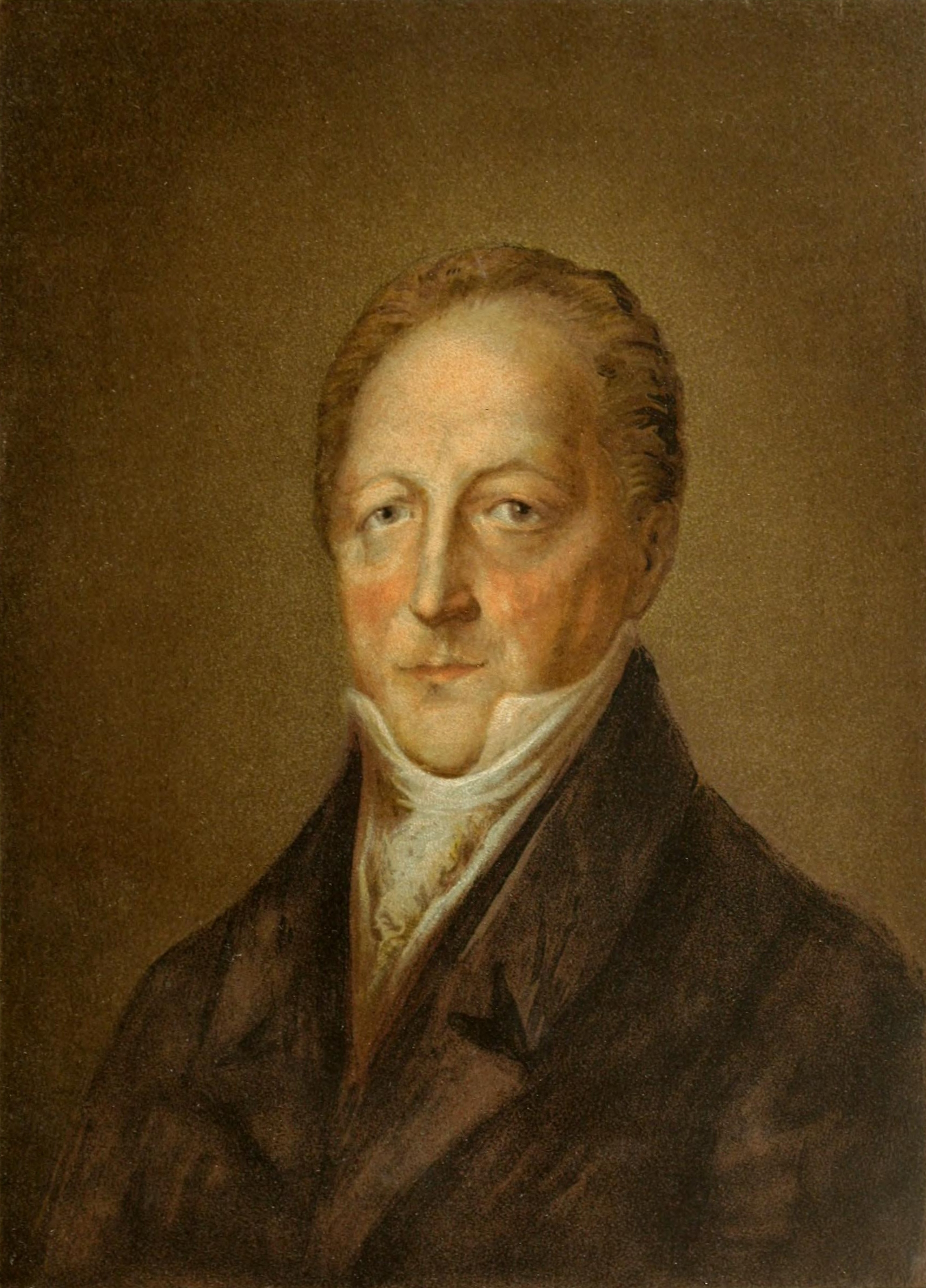
Il padre Sergej L'vovič

Puškin nacque a Mosca il 6 giugno (il 26 maggio secondo l'allora calendario giuliano) del 1799. Il padre, Sergej L'vovič Puškin (1767-1848), era un maggiore in congedo, appartenente a un'antichissima famiglia aristocratica russa, mentre la madre, Nadežda Osipovna Gannibalova (1775-1836), era la figlia di Osip Abramovič Gannibal (un gentiluomo, a sua volta figlio del maggior generale russo di origine africana Abram Petrovič Gannibal - a cui Puškin dedicherà l'incompiuto romanzo storico Il negro di Pietro il Grande - e della di lui seconda consorte Christina Regina Siöberg, una dama appartenente a una nobile famiglia di origini scandinave e tedesche), e di Marija Alekseevna Puškina, una nobildonna imparentata con lo stesso Sergej L'vovič (ciò faceva dei lontani parenti i genitori del poeta)

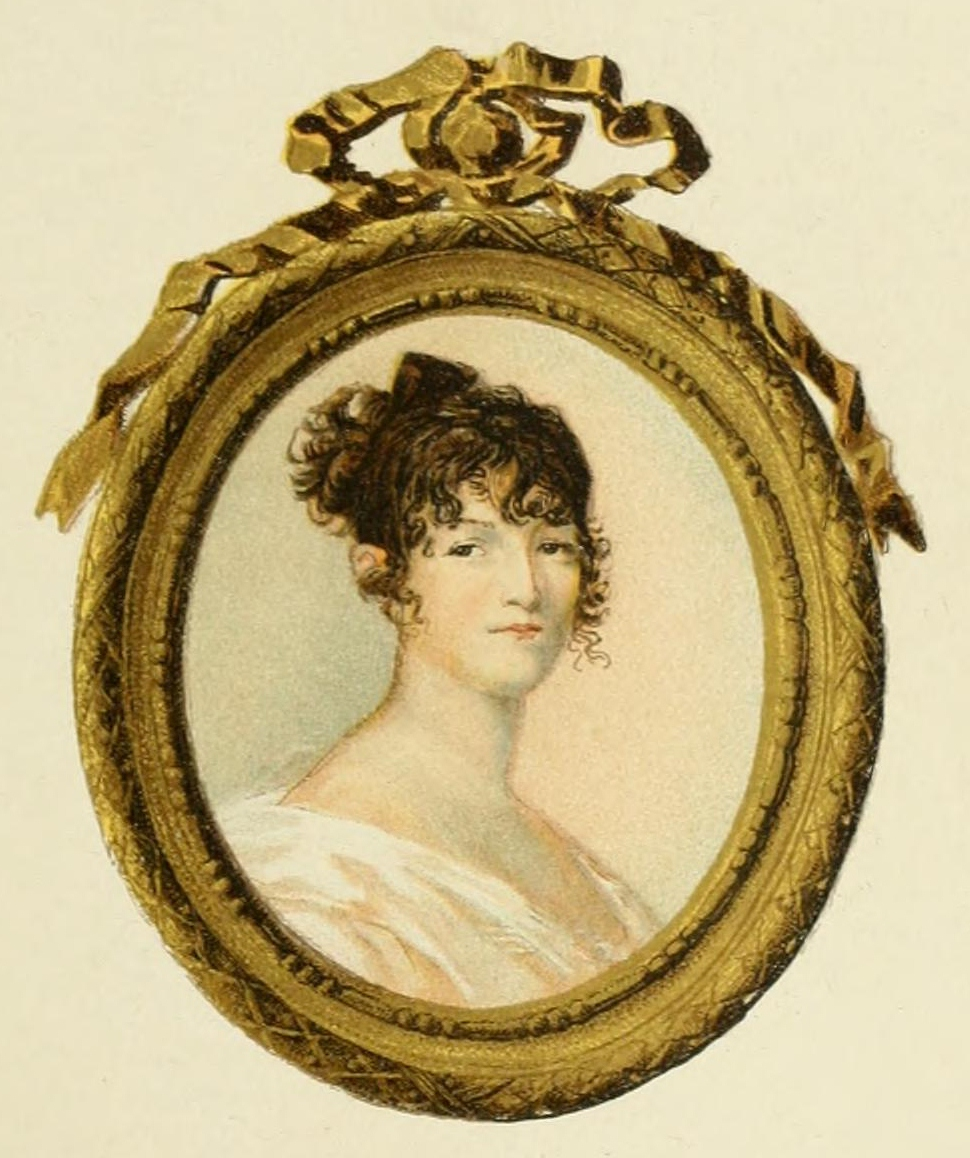
La madre Nadežda Osipovna

Il futuro poeta venne alla luce in casa Skorcov - dove i Puškin, ridotti in ristrettezze economiche, vivevano in affitto -, sulla Molčanovka, all'attuale numero 10 di via Bauman. Il padre era un uomo dedito alla mondanità e molto avaro; Pëtr Andreevič Vjazemskij, amico di Aleksandr, ne avrebbe tracciato una descrizione corredata da un aneddoto: «Egli era avaro sia con sé stesso sia con i familiari. Un giorno, durante il pranzo, suo figlio Lev ruppe un bicchiere. Il padre avvampò e per tutto il pranzo continuò a brontolare. "Ma come si può prendersela tanto per un bicchiere che costerà venti copeche", disse Lev. "La prego di scusarmi, signore, non venti, ma trentacinque copeche!"» Molto mondana era anche la madre, una donna «dispotica e capricciosa».
Nonostante i rapporti con i genitori fossero piuttosto freddi, il secondogenito Puškin andrà sempre orgoglioso della sua nobiltà "vecchia di 600 anni" e del suo sangue in parte africano. Non venne educato dai genitori, come s'è detto assidui frequentatori di salotti mondani, bensì dalla nonna materna, dallo zio materno Vasilij, che apparteneva a un circolo letterario d'avanguardia chiamato Arzamas, e dalla balia Arina Rodionovna, il cui nome fu reso celebre dalle liriche che l'autore compose nell'ultimo periodo della sua vita.
L'infanzia, trascorsa a Mosca, lo vide immerso in un ambiente assai stimolante dal punto di vista culturale. Puškin fu messo fin da piccolo a contatto con una realtà in cui si discorreva di letteratura, ed ebbe modo di conoscere, tra gli intellettuali che frequentavano la sua casa, Nikolaj Karamzin, pioniere di un rinnovamento linguistico e letterario della letteratura russa. La sua educazione, come quella dei fratelli, fu tuttavia alquanto disordinata; prima dell'ingresso al Liceo imperiale di Carskoe Selo, Puškin imparò ad apprezzare la lingua e la letteratura francese, avvalendosi della biblioteca paterna. Il poeta non parlerà mai del periodo precedente al liceo, né negli scritti autobiografici né in quelli letterari. Fu «un uomo senza infanzia»: i suoi ricordi più antichi faranno sempre capo a Carskoe Selo, vera culla della sua formazione umana e spirituale.

### La giovinezza
Lettore accanito, formò la sua prima cultura nella ricca biblioteca paterna, sui classici di Boileau, Racine, Molière, Parny, Chénier, Rousseau, Montesquieu, Voltaire.
Nel 1811 Puškin entrò al Liceo imperiale di Carskoe Selo, che diventerà la sua seconda casa: qui conobbe il futuro poeta Del'vig, i futuri decabristi I. I. Puščin e V. K. Kjuchel'beker, oltre a collaborare alla rivista della scuola, "Vestnik" (Notiziario), con primissime poesie in francese.
È in questo periodo, infatti, che cominciò a scrivere versi. Nel 1814 alcune sue poesie comparvero sul "Vestnik Evropy" (Messaggero d'Europa), e prima ancora di lasciare il liceo egli venne invitato a far parte della celebre società letteraria dell'Arzamas, dove si patrocinava la nuova letteratura di Karamzin e dove fu in grado di gareggiare con poeti già molto affermati come Žukovskij e Batjuškov. Nello stesso periodo conobbe Čaadaev.
In una sua opera raccontò l'incontro risalente agli anni liceali col poeta Deržavin, presidente di commissione all'esame finale. Puškin scrive di quanto fosse emozionato nel declamare dinanzi all'anziano poeta una propria poesia. Successivamente viene riportato che Deržavin rimase molto colpito dal giovane Puškin, il quale, però, colto dall'emozione scappò via prima di poter ricevere i complimenti.

### L'età adulta

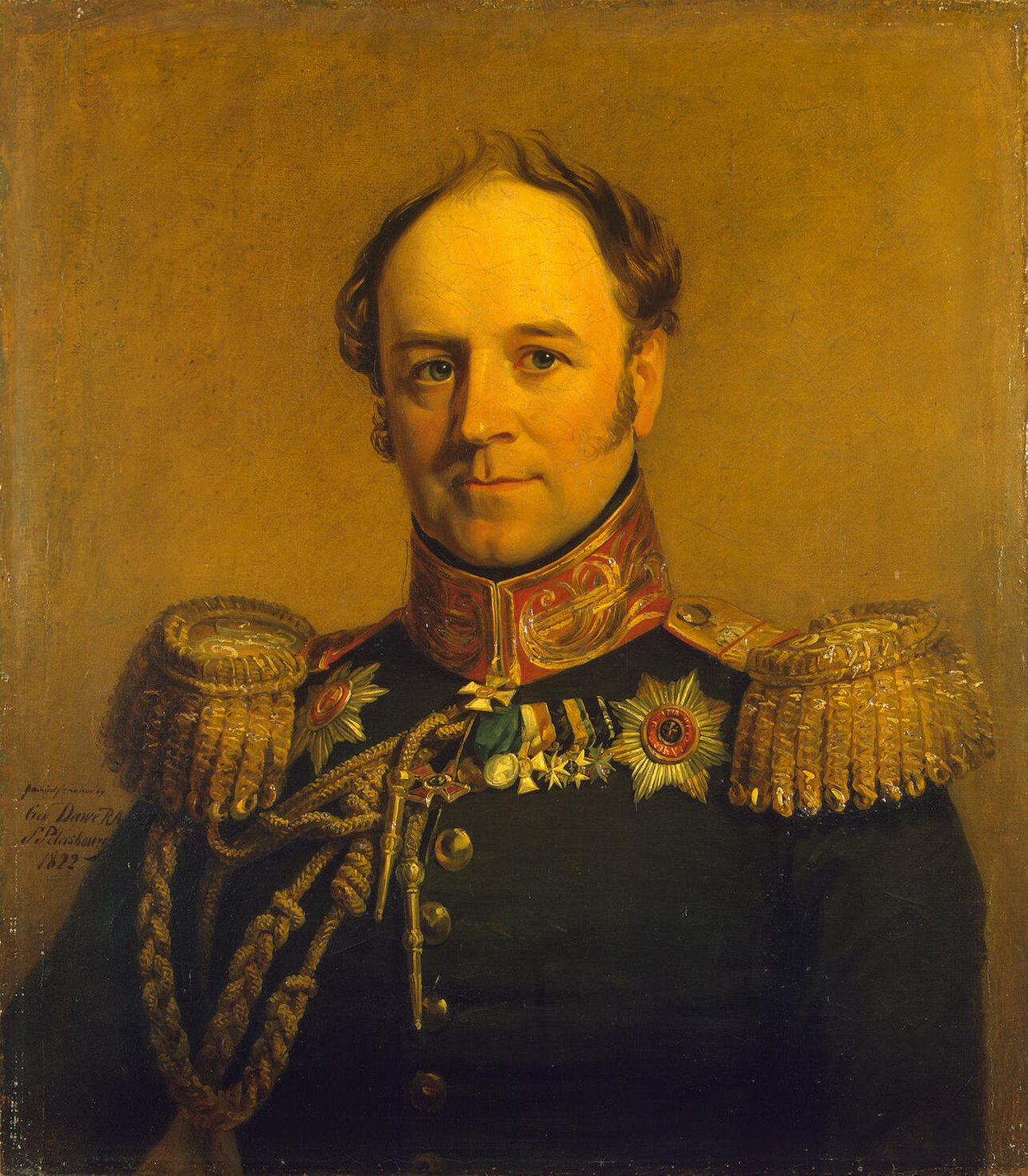
Alexander von Benckendorff, capo della polizia segreta dello zar, nemesi di Puškin

Dopo aver completato i suoi studi, senza tuttavia eccellervi, nel 1817, Puškin diventò funzionario del Ministero degli Esteri, anche se di fatto non risulta che abbia mai svolto alcun lavoro ministeriale. A San Pietroburgo, dove risiedeva in quegli anni, condusse una vita all'insegna del piacere, primo fra tutti quello per le donne. In questo periodo frequentò Pavel Aleksandrovič Katenin e Aleksandr Sergeevič Griboedov. Ai salotti alternava tuttavia la partecipazione a società letterarie politiche progressiste, come l'Arzamas e la Lampada verde tanto che la poesia ispirò i lavori poetici di quel periodo (La libertà, La campagna, Nöel) facendolo cadere in sospetto di attività sovversive tanto che fu confinato da un provvedimento di polizia nella Russia meridionale.
Alcuni epigrammi rivoluzionari avevano infatti cominciato a circolare tra i salotti nobili ancor prima della pubblicazione di quest'opera, ed erano giunti a conoscenza dello stesso zar Alessandro I, che lo obbligò a lasciare la città, e ad assumere un incarico governativo nella sperduta e lontana Ekaterinoslav. Lavorò nel frattempo a un poema epico romantico in sei canti Ruslan e Ljudmila, edito nel 1822, a cura degli amici che erano rimasti nella capitale, che gli valse il rispetto e gli onori della nuova generazione di letterati e le antipatie della vecchia che vedevano nell'opera un'involuzione e un meticciamento della letteratura russa.
Puškin trasse vantaggio dal confino viaggiando al seguito del generale V. F. Raevskij, nominato suo custode, e visitando la Crimea, il Caucaso e la Bessarabia spingendosi, libero sulla parola data al generale con cui nel frattempo aveva stretto un forte legame di amicizia, fino a Kamenka e Chișinău, in Moldavia, dove il 4 maggio del 1821 fu iniziato in Massoneria nella loggia "Ovidio", che faceva parte della Gran Loggia Astraea, messa al bando l'anno successivo dallo zar Alessandro I. Sarà poi segretario della loggia "I cercatori della Manna", fondata a Mosca da Sergueï Stepanovitch Lanskoï nel 1817. Essendo l'odierna capitale moldava situata ai margini dell'Impero russo, questa non godeva di una buona reputazione nei primi decenni dopo la sua conquista, venendo considerata un campo di trasferimento punitivo per detenuti e ribelli. Per questo motivo Puškin, giunto in loco dal 1820 al 1823 in veste di traduttore, scrisse della città:
A Kamenka frequentò Pavel Ivanovič Pestel', capo della società segreta Associazione del Sud. Durante i due anni di confino scrisse Il prigioniero del Caucaso e una serie di liriche e poemetti in stile byroniano oltre ai primi tre canti dell'Evgenij Onegin.

### L'esilio
Nel 1823 venne trasferito a Odessa alle dipendenze del principe Voroncov, governatore generale della Nuova Russia. Odessa era allora un grande centro commerciale e una città cosmopolita per la presenza di stranieri, in particolare greci, ed era un ambiente piuttosto stimolante per uno scrittore (tra l'altro qui inizia il poema Gli zingari, pubblicato poi nel 1827). Si profilarono peraltro dissapori con Voroncov il quale, volendo vendicarsi della corte di Puškin verso la moglie Elisabetta, forse coronata da successo stanti le bellissime liriche che l'autore russo le ha dedicato, lo denunciò per attività sovversiva alla polizia. Come prova produsse una lettera, sottratta dallo stesso Voroncov, in cui Puškin scriveva a un suo interlocutore di Pietroburgo con frasi giudicate atee. La polizia lo spedì quindi in esilio presso Pskov, nella tenuta materna di Michajlovskoe, dove rimase, senza la possibilità di allontanarsene, fino al 1826. In quell'anno infatti lo zar Nicola I, dopo aver represso il movimento decabrista, decise di annullare il provvedimento di confino avvisandolo tuttavia, in un'udienza privata, che da quel momento sarebbe stato il suo unico censore, salvo venir meno a quanto promesso quando la polizia intercettò una lettera mandata da Puškin ai decabristi in Siberia e riprese a controllarlo.
Intanto nel 1825 finì il poema drammatico Boris Godunov (rappresentato solo nel 1831) e il racconto in versi Il conte Nulin, oltre a diverse poesie.

### Il ritorno a Pietroburgo

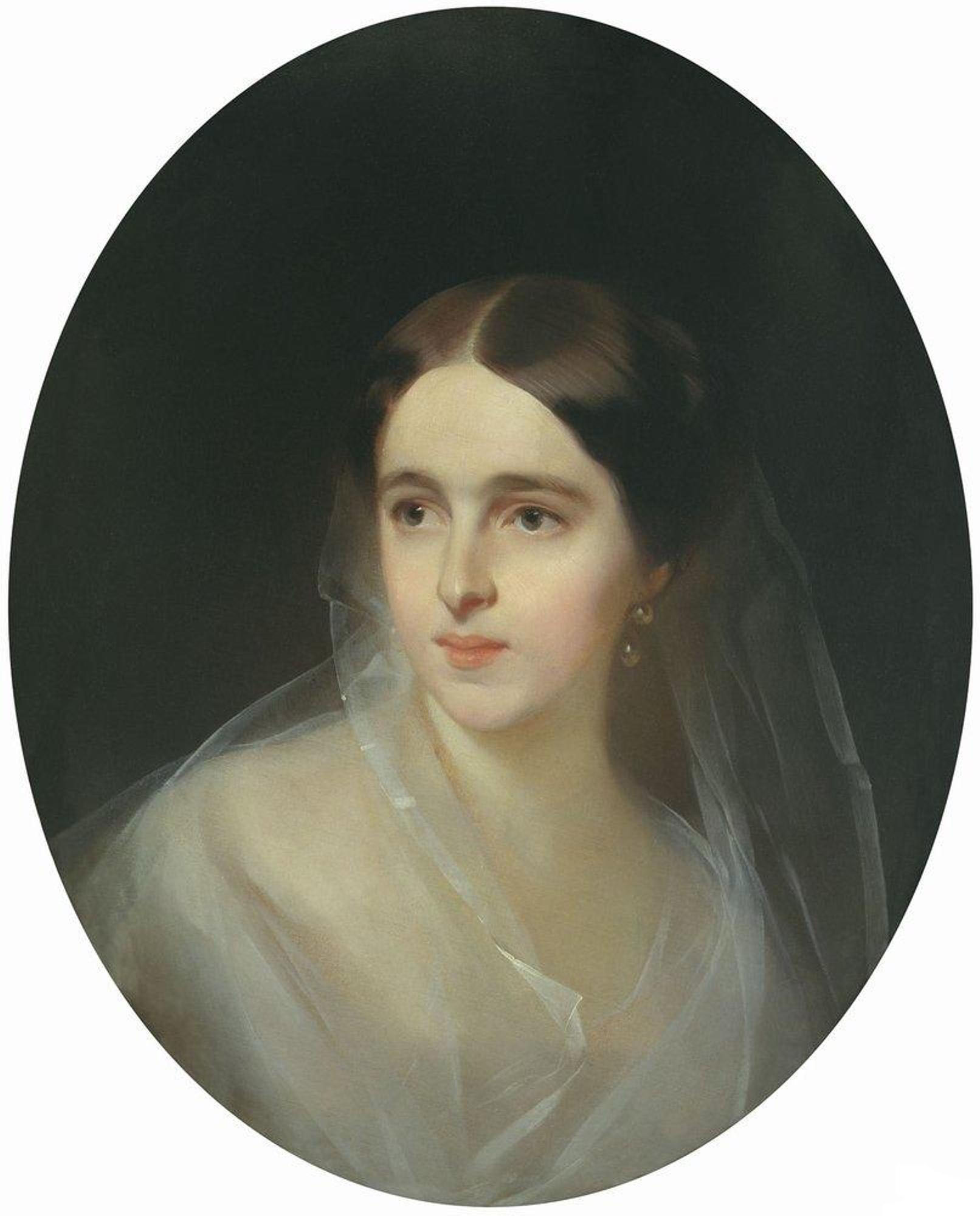
Natal'ja Gončarova, moglie di Puškin

Tornato a San Pietroburgo, l'autore visse il momento più prolifico della sua esistenza di scrittore, coronato nel 1831 con il matrimonio con la bellissima Natal'ja Nikolaevna Gončarova. La coppia ebbe quattro figli:
- Marija Aleksandrovna (19 maggio 1832 - 7 marzo 1919);
- Aleksandr Aleksandrovič (6 luglio 1833 - 19 luglio 1914);
- Grigorij Aleksandrovič (14 maggio 1835 - 5 luglio 1905);
- Natal'ja Aleksandrovna (23 maggio 1836 - 10 marzo 1913).

Nello stesso anno Puškin incontra Gogol', e con lui instaura un forte rapporto di amicizia e reciproca stima, tanto che, quando nel 1836 avvia una sua rivista, pubblica al suo interno alcuni dei racconti più belli e famosi di Gogol'. Intanto Puškin e sua moglie cominciarono a frequentare la società di corte e gli eventi mondani. Ne derivò un periodo di grandi problemi finanziari e umiliazioni per lo scrittore, soprattutto a causa della moglie e dei suoi numerosi ammiratori, tra i quali lo zar stesso.
Nel 1833 uscì in volume Evgenij Onegin (con un capitolo censurato) e nel 1834 pubblicò La dama di picche, nel 1835 l'antologia Poemi e racconti (che non contiene ancora La figlia del capitano né le ultime poesie).

### Il duello e la morte

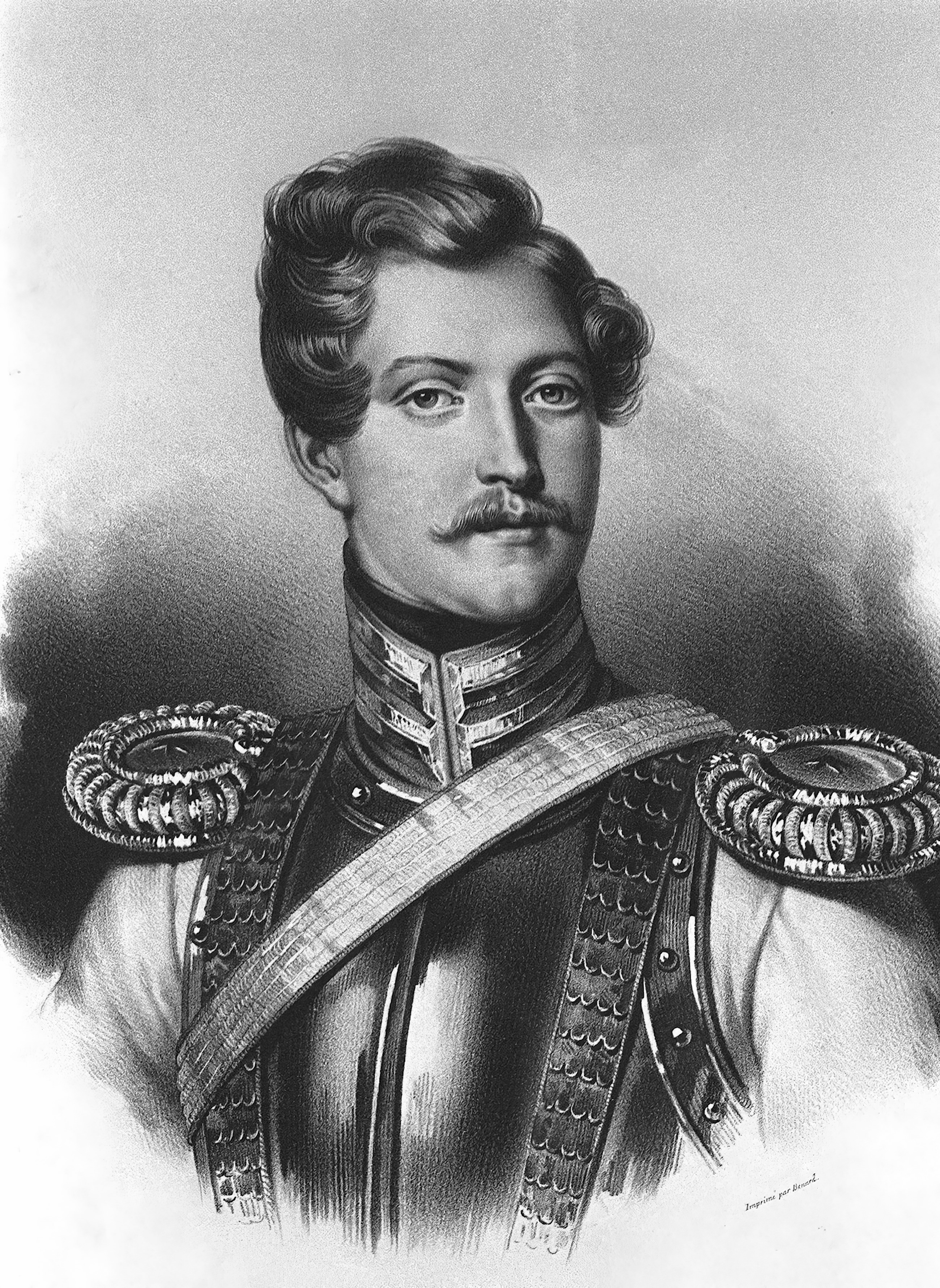
Georges d'Anthès

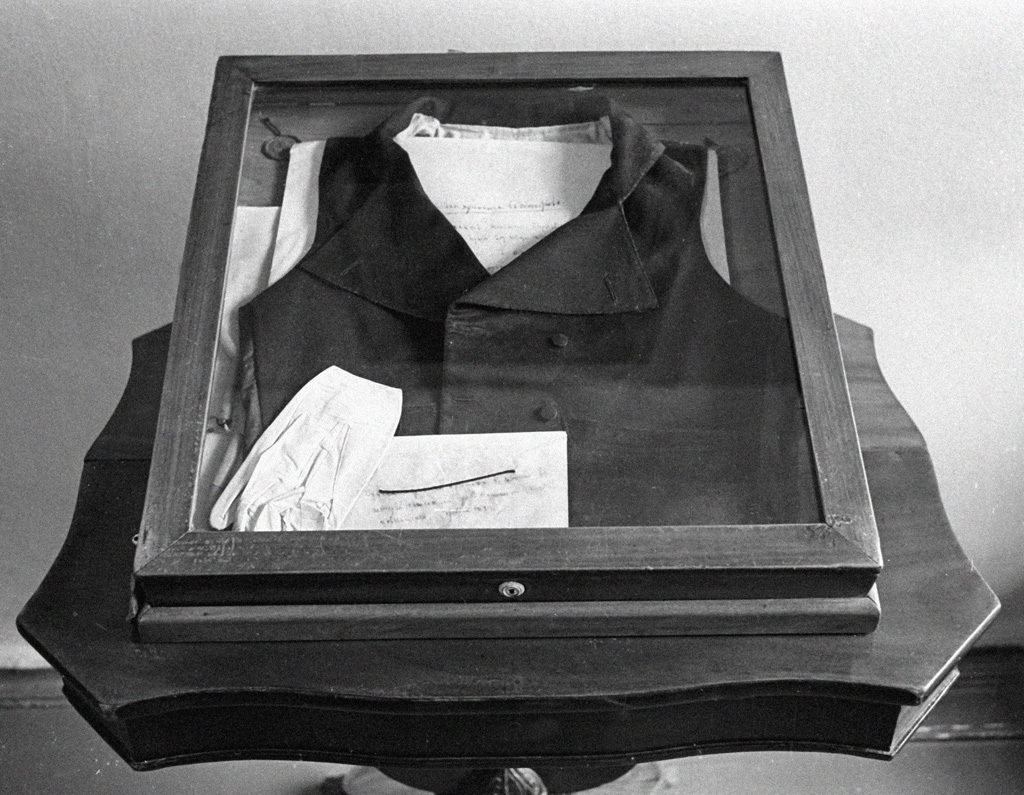
L'abito che Puškin indossò per il duello

Nel 1837, a seguito d'una lettera anonima che insinuava l'infedeltà della moglie, dopo aver insultato il barone van Heeckeren, ambasciatore del Regno dei Paesi Bassi e padre adottivo del presunto amante di lei - il barone francese Georges d'Anthès, dal 1836, anno in cui fu adottato dal barone, Georges de Heeckeren, marito della sorella di Natal'ja, Ekaterina - Puškin fu sfidato a duello. Fissato per le quattro del pomeriggio dell'8 febbraio 1837, il duello si svolse alla Čërnaja Rečka a Pietroburgo, dove oggi si trova l'omonima fermata della metropolitana e dove una statua del poeta ricorda l'evento. Il barone Georges d'Anthès ferì mortalmente al petto Puškin che morì due giorni dopo la sfida, ad appena 37 anni per complicanze settiche della ferita all'addome. Leggende narrano che d'Anthès si salvò grazie a un bottone che parò il colpo del poeta.
Puskin mostrò pentimento e conseguentemente ebbe funerali religiosi. Dato che il governo temeva rivolte e dimostrazioni popolari, il funerale fu celebrato nella massima semplicità e il corpo di Puškin fu trasportato segretamente nella notte per essere sepolto nella proprietà di famiglia.
Curiosamente, Puškin aveva più volte ritratto nei suoi racconti delle morti da duello, in particolare in La figlia del capitano, nel romanzo Eugenio Onegin e nel racconto Il colpo di pistola de Le novelle del compianto Ivan Petrovič Belkin, fonti del film italiano Un colpo di pistola (1942) ispirato a entrambi.

## Stile e importanza dell'opera letteraria
Autore assai prolifico, nonostante la breve vita, Aleksandr Puškin fu poeta universale, e nella sua produzione - che passò da un'iniziale fase romantica a una successiva di più accentuato realismo - accolse motivi e forme provenienti da diverse fonti della letteratura classica o contemporanea, russa o straniera, usufruendone soltanto come elementi in grado, fra gli altri, di aiutare l'indagine della realtà nella sua essenza più profonda e nei suoi aspetti più differenti. Contemporaneo del grande Romanticismo europeo, egli ne fu influenzato soprattutto esteriormente, restando in realtà fedele a un'impronta essenzialmente illuministica e settecentesca (fu, ad esempio, un fervente ammiratore di Voltaire). Il complesso della sua opera, pur nella grandissima varietà, possiede una leggerezza che si potrebbe quasi definire mozartiana. L'arte fu per lui un mezzo magnifico tanto di conoscenza come di rappresentazione sia dell'animo individuale sia della collettiva spiritualità di un popolo; adatta pertanto a cogliere i moti della coscienza e a scoprire con intuitiva comprensione il processo storico o a delinearne il paesaggio naturale. Egli seppe anche creare, nella poesia come nella prosa - entrambe esemplari nella loro perfezione costruttiva - un linguaggio equilibratissimo di cristallina purezza e semplicità, che divenne uno strumento fondamentale di rinnovamento per la letteratura russa. Cominciando ad approfondire lo studio dell'uomo in generale e dell'uomo russo in particolare, egli pose inoltre quelle basi che permisero poi agli scrittori di tutto l'Ottocento di pervenire, seguendo le sue tracce, a un livello artistico di dimensione mondiale.
In Russia è chiamato "il poeta onnipresente" e "il sublime".

## Le opere

### Poemi
- Ruslan e Ljudmila (1820), messo in musica tra il 1837 e il 1842 da Michail Glinka nell'opera omonima
- Gavriiliada o Il Gabrieliad (1821, attribuzione incerta)
- Poemi meridionali:
  - Il prigioniero del Caucaso (1820-1821), messo in musica negli anni 1857-58 da César Cui nell'opera omonima
  - La fontana di Bachčysaraj (1822), adattato come cortometraggio (da Jakov Protazanov nel 1909-1910), opera lirica (da Aleksandr Il'inskij nel 1911) e come balletto (da Boris Asaf'ev nel 1934)
  - I fratelli masnadieri (1821)
- Evgenij Onegin (1823-1831), messo in musica nel 1879 da Pëtr Il'ič Čajkovskij nell'opera omonima
- Il cavaliere di bronzo (1833, pubblicato nel 1841)

### Racconti in versi
- Gli zingari (1824)
- Il conte Nulin (1825)
- Poltava (1828)
- Tazit (pubblicato nel 1837)
- La casetta a Kolomna (1830)
- Andželo (1833)

### Poesie più brevi
- 4 voll. in vita: 1829, 1829, 1832 e 1835
- nelle opere complete in 9 voll., 1838-41
- idem in 16 voll., 1937

### Fiabe in versi
- Zar Nikita e le sue quaranta figlie (1822)
- Il fidanzato (1825)
- Fiaba del pope e del suo bracciante (1830)
- La fiaba dello zar Saltan (1831)
- Fiaba del pescatore e del pesciolino (1833)
- Fiaba della zarevna morta e dei sette bogatyri (1833)
- Fiaba del galletto d'oro (1834)

### Narrativa in prosa
- Il negro di Pietro il Grande (1828, incompiuto), trad. italiana di Irina Wassilcikoff e Gino Tomaioli, Documento Libraio Editore in Roma, 1944.
- Le novelle del compianto Ivan Petrovič Belkin (5 racconti scritti a Bòldino nell'autunno del 1830).
- Dubrovskij (risalente al 1832-33, uscito nel 1841).
- La dama di picche  (1834), messo in musica nel 1890 da Pëtr Il'ič Čajkovskij su libretto del fratello Modest Il'ič.
- Kirdžali (1834).
- La figlia del capitano (1836), messo in musica da César Cui che tra il 1907 e il 1909 scrisse il libretto e la partitura per l'opera omonima.
- La solitaria casetta sull'isola di Vasilij, trad. italiana a cura di Alberta Brambatti e Mili Romano, Sellerio ed. 1983.

### Teatro

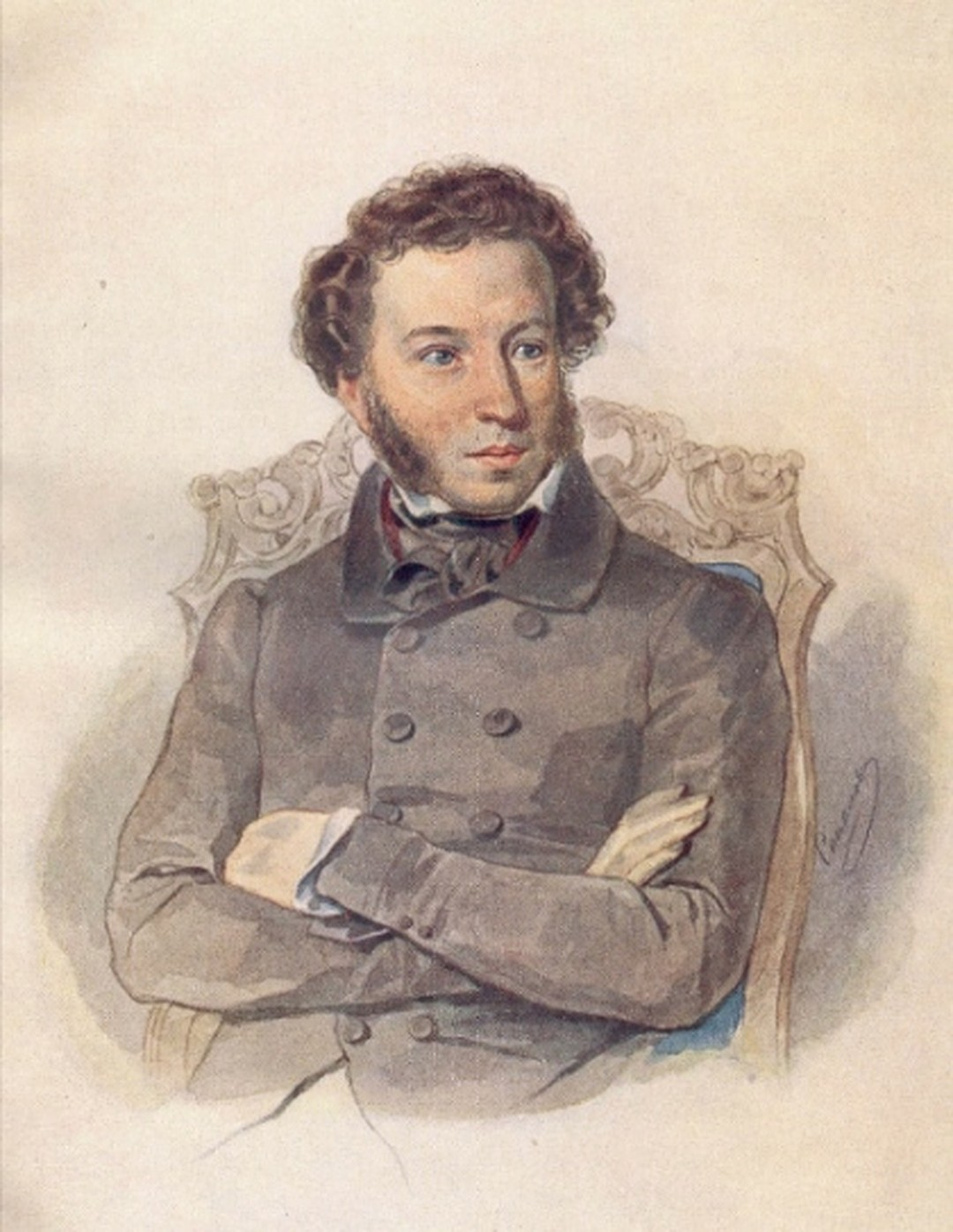
Puškin (Pëtr Fëdorovič Sokolov, 1836)

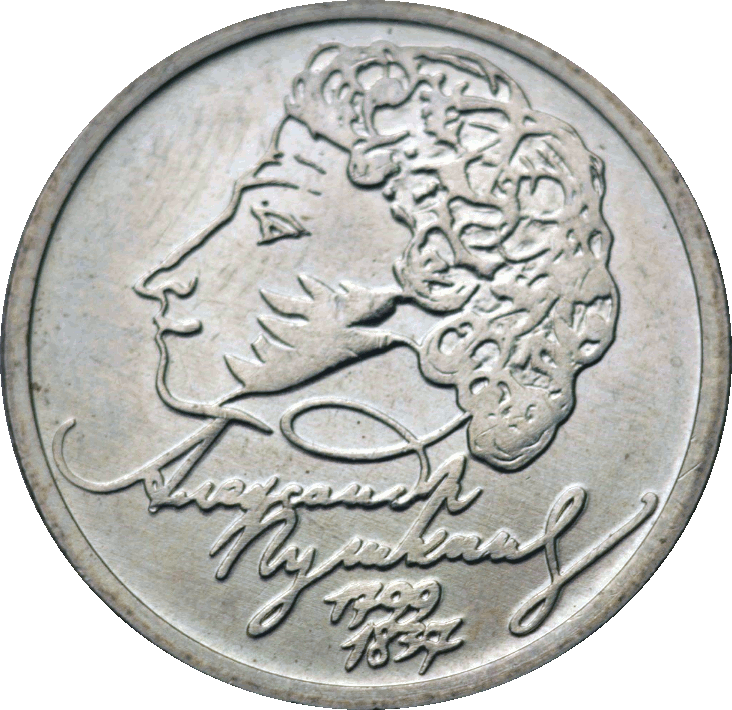
Puškin raffigurato su un rublo

- Boris Godunov (1825, pubblicato nel 1831), a cui s'ispira il libretto dell'opera omonima di Modest Petrovič Musorgskij.
- Piccole tragedie (1830, microdrammi in versi)
  - Mozart e Salieri, messo in musica nel 1898 da Nikolaj Rimskij-Korsakov nell'opera omonima.
  - Il banchetto durante la peste, messo in musica nel 1900 da César Cui nell'opera omonima.
  - Il cavaliere avaro, messo in musica nel 1906 da Sergej Rachmaninov nell'opera omonima.
  - Il convitato di pietra, messo in musica nel 1869 da Aleksandr Dargomyžskij nell'opera omonima.

### Saggi
- Storia della rivolta di Pugačëv (1834).
- Viaggio ad Arzrum durante la campagna del 1829 (1836).
- Prose critiche e articoli:
  - Le mie osservazioni sul teatro russo (1820, ma uscito postumo nel 1895).
  - Sulla prosa (1822, ma uscito nel 1884).
  - Sulle cause che hanno rallentato il cammino della nostra letteratura (abbozzo del 1824, pubblicato nel 1874).
  - Sulla poesia classica e romantica (1825).
  - Sulla tragedia (1924-25, ma 1916).
  - Dell'elemento nazional-popolare in letteratura (risalente agli anni '20 e uscito nel 1855).
  - Abbozzo di un'introduzione al "Boris Godunov" (1829-30, pubblicato nel 1855).
  - Sul dramma popolare e sul dramma "Marfa Posadnica" (articolo sul dramma di Michail Petrovič Pogodin rimasto incompiuto e pubblicato nel 1841-42).
  - Su Salieri (1832, ma uscito nel 1855).
  - Sul viaggio da Mosca a Pietroburgo (1833-34, censurato).
  - Sull'inconsistenza della letteratura russa (1834, ma 1855).
  - Byron (1835, incompiuto).
  - Voltaire (1836, uscito su "Sovremennik").
  - John Tenner (1836).
  - Le veglie alla fattoria di Dikan'ka (sull'omonimo testo di Gogol').
  - Il naso (segnalazioni sulla stessa rivista dei racconti di Gogol').
  - Su "I doveri degli uomini" di Silvio Pellico (articolo sulla stessa rivista).

### Altre opere
- Epistolario (1926-69).
- Diario 1833-35 (1923).
- Frammenti di opere incompiute, come il dramma Rusalka, il romanzo Dubrovskij o il poema Vadim.

## Trasposizioni cinematografiche
- Il postiglione della steppa (Der Postmeister), regia di Gustav Ucicky (1940).
- La donna di picche (1949) di Thorold Dickinson.
- La tormenta (1964) di Vladimir Basov con Valentina Titova e Oleg Vidov.
- La donna di picche (1965) di Léonard Keigel con Dita Parlo e Michel Subor.
- Onegin (1999) di Martha Fiennes con Ralph Fiennes e Liv Tyler.